# Wilhelm Schneider (Chemiker, 1882)
Wilhelm Schneider (* 13. November 1882 in St. Petersburg; † 1939) war ein deutscher Chemiker. Sein Vater, Heinrich Schneider, war der Direktor der damals größten Schuhfabrik Europas. 
Er promovierte zum Dr. phil. und war von 1914 bis zu seinem Tod 1939 Professor für Chemie an der Universität Jena. Seit 1910 leitete er dort – zunächst als Privatdozent, später als außerplanmäßiger Professor, seit 1933 als ordentlicher Professor – die Abteilung für Organische Chemie am Chemischen Institut.